# Från Gud vill jag ej vika
Från Gud vill jag ej vika ("Von Gott will ich nicht lassen") är en tröstepsalm av Ludwig Helmbold från 1563 ur den finländska psalmboken. Enligt Koralbok för Nya psalmer, 1921 översattes den till svenska av Edvard Evers och senare bearbetad av Johan Alfred Eklund 1911. Evers insatser anges inte i 1986 års psalmbok. Melodin är en tonsättning från 1572 och enligt Koralbok för Nya psalmer, 1921 samma melodi som används till psalmen Vad gott kan jag dock göra (1819 nr 206).
Psalmen publicerades först i 1695 års psalmbok i en helt annan version med nio strofer översatta av okänd upphovsman 1601. Dess tonsättning då användes enligt 1697 års koralbok av åtskilliga andra psalmer Din godhet rätt att lova (nr 135), Gudz godhet skole wij prisa (nr 138), Vad gott kan jag dock göra (nr 261), Vad sörjer du så svåra (nr 267), Jagh kommer för tigh, Herre (nr 320) och Nu är en dag framliden (nr 369) vars melodi (F-moll, 2/2) är från Lyon 1557 troligen nedtecknad i Erfurt först 1572 enligt 1986 års psalmbok.
Eklunds text blir fri för publicering 2015.

## Publicerad som
- Nr 283 i 1695 års psalmbok, dock en helt annan översättning, med titelraden Från Gudh wil jagh eij skiljas under rubriken "Psalmer i Bedröfwelse / Korss och Anfächtning"
- Nr 588 i Nya psalmer 1921, tillägget till 1819 års psalmbok under rubriken "Det Kristliga Troslivet: Troslivet hos den enskilda människan: Trons glädje och förtröstan".
- Nr 315 i 1937 års psalmbok under rubriken "Trons glädje och förtröstan".
- Nr 551 i Den svenska psalmboken 1986 under rubriken "Förtröstan - trygghet".
- Nr 377 i Svensk psalmbok för den evangelisk-lutherska kyrkan i Finland (1986) under rubriken "Tro och trygghet" med titelraden "Från Gud vill jag en skiljas, han sviker inte mig".